# ام‌ام‌اکس مینراسائو
ام‌ام‌اکس مینراسائو (به پرتغالی: MMX Mineração) شرکت استخراج معدن برزیلی است، که در سال ۲۰۰۵ توسط ایکی باتیستا و با هدف مدیریت بر بخش معادن شرکت خوشه‌ای ای‌بی‌اکس گروپ فعالیت خود را آغاز نمود.
این شرکت در حال حاضر ظرفیت تولیدی معادل ۵۰ میلیون تن سنگ آهن در سال دارد و نیز دارای عملیات در کشورهای برزیل، شیلی، مکزیک و آرژانتین می‌باشد. دفتر مرکزی شرکت ام‌ام‌اکس در شهر ریو د ژانیرو قرار دارد و سهام آن در بازار بورس سائوپائولو دادوستد می‌شود.